# Badminton-Weltmeisterschaft für Behinderte 2007/Herrendoppel
Die VI. Badminton-Weltmeisterschaft für Behinderte, offiziell BWF Para-Badminton World Championships 2007, fand vom 29. Oktober bis zum 2. November 2007 in Bangkok (Thailand) statt. Folgend die Ergebnisse im Herrendoppel.

## Herrendoppel (BMW2)

### Gruppe 1
| Platz | Spieler                             | Spiele | Siege | Unentschieden | Niederlagen | Spiele | Sätze  | Punkte |
| ----- | ----------------------------------- | ------ | ----- | ------------- | ----------- | ------ | ------ | ------ |
| 1     | Avni Kertmen Thomas Wandschneider   | 2      | 2     | 0             | 0           | 2:0    | 84:42  | 2      |
| 2     | Osamu Nagashima Satoshi Kubo        | 2      | 1     | 0             | 1           | 1:1    | 85:87  | 1      |
| 3     | Chatchai Kornpekanok Thean Thongloy | 2      | 0     | 0             | 2           | 0:2    | 62:102 | 0      |
| [ 1 ] |                                     |        |       |               |             |        |        |        |

| Datum            |                                     | Gesamt |                                     | Erster Satz | Zweiter Satz | Dritter Satz |
| ---------------- | ----------------------------------- | ------ | ----------------------------------- | ----------- | ------------ | ------------ |
| 30. Oktober 2007 | Avni Kertmen Thomas Wandschneider   | 2:0    | Osamu Nagashima Satoshi Kubo        | 21:14       | 21:11        |              |
| 30. Oktober 2007 | Chatchai Kornpekanok Thean Thongloy | 1:2    | Osamu Nagashima Satoshi Kubo        | 21:18       | 12:21        | 12:21        |
| 31. Oktober 2007 | Avni Kertmen Thomas Wandschneider   | 2:0    | Chatchai Kornpekanok Thean Thongloy | 21:9        | 21:8         |              |

### Gruppe 2
| Platz | Spieler                           | Spiele | Siege | Unentschieden | Niederlagen | Spiele | Sätze | Punkte |
| ----- | --------------------------------- | ------ | ----- | ------------- | ----------- | ------ | ----- | ------ |
| 1     | Choi Jung-man Lee Sam-seop        | 2      | 2     | 0             | 0           | 2:0    | 84:22 | 2      |
| 2     | Manfred Steinhart Pablo Predo     | 2      | 1     | 0             | 1           | 1:1    | 51:71 | 1      |
| 3     | Satya Pvakash Tiwari Anjana Reddy | 2      | 0     | 0             | 2           | 0:2    | 42:84 | 0      |
| [ 2 ] |                                   |        |       |               |             |        |       |        |

| Datum            |                                   | Gesamt |                                   | Erster Satz | Zweiter Satz | Dritter Satz |
| ---------------- | --------------------------------- | ------ | --------------------------------- | ----------- | ------------ | ------------ |
| 30. Oktober 2007 | Choi Jung-man Lee Sam-seop        | 2:0    | Manfred Steinhart Pablo Predo     | 21:5        | 21:4         |              |
| 30. Oktober 2007 | Satya Pvakash Tiwari Anjana Reddy | 0:2    | Manfred Steinhart Pablo Predo     | 12:21       | 17:21        |              |
| 31. Oktober 2007 | Choi Jung-man Lee Sam-seop        | 2:0    | Satya Pvakash Tiwari Anjana Reddy | 21:8        | 21:5         |              |

### Gruppe 3
| Platz | Spieler                          | Spiele | Siege | Unentschieden | Niederlagen | Spiele | Sätze | Punkte |
| ----- | -------------------------------- | ------ | ----- | ------------- | ----------- | ------ | ----- | ------ |
| 1     | David Toupé Shimon Shalom        | 2      | 2     | 0             | 0           | 2:0    | 99:72 | 2      |
| 2     | Ferdinand Hoeke Walter Rauber    | 2      | 1     | 0             | 1           | 1:1    | 95:73 | 1      |
| 3     | Airán Fernández Francisco Pineda | 2      | 0     | 0             | 2           | 0:2    | 35:84 | 0      |
| [ 3 ] |                                  |        |       |               |             |        |       |        |

| Datum            |                                  | Gesamt |                               | Erster Satz | Zweiter Satz | Dritter Satz |
| ---------------- | -------------------------------- | ------ | ----------------------------- | ----------- | ------------ | ------------ |
| 30. Oktober 2007 | Airán Fernández Francisco Pineda | 0:2    | David Toupé Shimon Shalom     | 13:21       | 6:21         |              |
| 30. Oktober 2007 | Ferdinand Hoeke Walter Rauber    | 1:2    | David Toupé Shimon Shalom     | 14:21       | 21:15        | 18:21        |
| 31. Oktober 2007 | Airán Fernández Francisco Pineda | 0:2    | Ferdinand Hoeke Walter Rauber | 4:21        | 12:21        |              |

### K.-o.-Phase
|  | Viertelfinale (1. November 2007) | Viertelfinale (1. November 2007)  | Viertelfinale (1. November 2007) | Viertelfinale (1. November 2007) | Viertelfinale (1. November 2007) |                               |     | Halbfinale (1. November 2007)     | Halbfinale (1. November 2007) | Halbfinale (1. November 2007) | Halbfinale (1. November 2007) | Halbfinale (1. November 2007) |  |  | Finale (2. November 2007) | Finale (2. November 2007) | Finale (2. November 2007) | Finale (2. November 2007) | Finale (2. November 2007) |
|  |                                  |                                   |                                  |                                  |                                  |                               |     |                                   |                               |                               |                               |                               |  |  |                           |                           |                           |                           |                           |
|  | 1.1                              | Avni Kertmen Thomas Wandschneider |                                  |                                  |                                  |                               |     |                                   |                               |                               |                               |                               |  |  |                           |                           |                           |                           |                           |
|  |                                  | Freilos                           |                                  |                                  |                                  |                               |     |                                   |                               |                               |                               |                               |  |  |                           |                           |                           |                           |                           |
|  | 1.1                              | Avni Kertmen Thomas Wandschneider | 21                               | 21                               |                                  |                               |     |                                   |                               |                               |                               |                               |  |  |                           |                           |                           |                           |                           |
|  | 1.1                              | Avni Kertmen Thomas Wandschneider | 21                               | 21                               |                                  |                               |     |                                   |                               |                               |                               |                               |  |  |                           |                           |                           |                           |                           |
|  |                                  | 3.2                               | Ferdinand Hoeke Walter Rauber    | 18                               | 14                               |                               |     |                                   |                               |                               |                               |                               |  |  |                           |                           |                           |                           |                           |
|  | 3.2                              | 3.2                               | Ferdinand Hoeke Walter Rauber    | 18                               | 14                               | Ferdinand Hoeke Walter Rauber | 21  | 21                                |                               |                               |                               |                               |  |  |                           |                           |                           |                           |                           |
|  | 3.2                              |                                   |                                  |                                  |                                  |                               | 21  | 21                                |                               |                               |                               |                               |  |  |                           |                           |                           |                           |                           |
|  | 2.2                              | Manfred Steinhart Pablo Predo     | 10                               | 6                                |                                  |                               |     |                                   |                               |                               |                               |                               |  |  |                           |                           |                           |                           |                           |
|  |                                  |                                   |                                  |                                  |                                  |                               | 1.1 | Avni Kertmen Thomas Wandschneider | 17                            | 16                            |                               |                               |  |  |                           |                           |                           |                           |                           |
|  |                                  | 2.1                               | Choi Jung-man Lee Sam-seop       | 21                               | 21                               |                               |     |                                   |                               |                               |                               |                               |  |  |                           |                           |                           |                           |                           |
|  | 1.2                              | Osamu Nagashima Satoshi Kubo      | 20                               | 11                               |                                  |                               |     |                                   |                               |                               |                               |                               |  |  |                           |                           |                           |                           |                           |
|  | 3.1                              | David Toupé Shimon Shalom         | 22                               | 21                               |                                  |                               |     |                                   |                               |                               |                               |                               |  |  |                           |                           |                           |                           |                           |
|  | 3.1                              | David Toupé Shimon Shalom         | 22                               | 21                               | 3.1                              | David Toupé Shimon Shalom     | 11  | 12                                |                               |                               |                               |                               |  |  |                           |                           |                           |                           |                           |
|  |                                  |                                   |                                  |                                  |                                  | David Toupé Shimon Shalom     | 11  | 12                                |                               |                               |                               |                               |  |  |                           |                           |                           |                           |                           |
|  |                                  | 2.1                               | Choi Jung-man Lee Sam-seop       | 21                               | 21                               |                               |     |                                   |                               |                               |                               |                               |  |  |                           |                           |                           |                           |                           |
|  |                                  | 2.1                               | Choi Jung-man Lee Sam-seop       | 21                               | 21                               | Freilos                       |     |                                   |                               |                               |                               |                               |  |  |                           |                           |                           |                           |                           |
|  |                                  |                                   |                                  |                                  |                                  |                               |     |                                   |                               |                               |                               |                               |  |  |                           |                           |                           |                           |                           |
|  | 2.1                              | Choi Jung-man Lee Sam-seop        |                                  |                                  |                                  |                               |     |                                   |                               |                               |                               |                               |  |  |                           |                           |                           |                           |                           |

## Herrendoppel (BMW3)

### Gruppe 1
| Platz | Spieler                      | Spiele | Siege | Unentschieden | Niederlagen | Spiele | Sätze  | Punkte |
| ----- | ---------------------------- | ------ | ----- | ------------- | ----------- | ------ | ------ | ------ |
| 1     | Makbal Shefanya Amir Levy    | 2      | 2     | 0             | 0           | 2:0    | 103:56 | 2      |
| 2     | Kim Young-min An Gyeong-hwan | 2      | 1     | 0             | 1           | 1:1    | 85:72  | 1      |
| 3     | Chao Ut Weng Ip Chi Keong    | 2      | 0     | 0             | 2           | 0:2    | 24:84  | 0      |
| [ 5 ] |                              |        |       |               |             |        |        |        |

| Datum            |                              | Gesamt |                              | Erster Satz | Zweiter Satz | Dritter Satz |
| ---------------- | ---------------------------- | ------ | ---------------------------- | ----------- | ------------ | ------------ |
| 30. Oktober 2007 | Makbal Shefanya Amir Levy    | 2:0    | Chao Ut Weng Ip Chi Keong    | 21:4        | 21:9         |              |
| 30. Oktober 2007 | Kim Young-min An Gyeong-hwan | 2:0    | Chao Ut Weng Ip Chi Keong    | 21:7        | 21:4         |              |
| 31. Oktober 2007 | Makbal Shefanya Amir Levy    | 2:1    | Kim Young-min An Gyeong-hwan | 19:21       | 21:11        | 21:11        |

### Gruppe 2
| Platz | Spieler                        | Spiele | Siege | Unentschieden | Niederlagen | Spiele | Sätze | Punkte |
| ----- | ------------------------------ | ------ | ----- | ------------- | ----------- | ------ | ----- | ------ |
| 1     | Quincy Michielsen Ton Hollaar  | 2      | 2     | 0             | 0           | 2:0    | 84:45 | 2      |
| 2     | Georg Vogel Siegmund Mainka    | 2      | 1     | 0             | 1           | 1:1    | 70:70 | 1      |
| 3     | Guillermo Lama Antonio Mantero | 2      | 0     | 0             | 2           | 0:2    | 45:84 | 0      |
| [ 6 ] |                                |        |       |               |             |        |       |        |

| Datum            |                               | Gesamt |                                | Erster Satz | Zweiter Satz | Dritter Satz |
| ---------------- | ----------------------------- | ------ | ------------------------------ | ----------- | ------------ | ------------ |
| 30. Oktober 2007 | Quincy Michielsen Ton Hollaar | 2:0    | Guillermo Lama Antonio Mantero | 21:8        | 21:9         |              |
| 30. Oktober 2007 | Georg Vogel Siegmund Mainka   | 2:0    | Guillermo Lama Antonio Mantero | 21:18       | 21:10        |              |
| 31. Oktober 2007 | Quincy Michielsen Ton Hollaar | 2:0    | Georg Vogel Siegmund Mainka    | 19:12       | 21:16        |              |

### Gruppe 3
| Platz | Spieler                               | Spiele | Siege | Unentschieden | Niederlagen | Spiele | Sätze   | Punkte |
| ----- | ------------------------------------- | ------ | ----- | ------------- | ----------- | ------ | ------- | ------ |
| 1     | Michael Mykler Aviad Barzilai         | 3      | 3     | 0             | 0           | 3:0    | 126:89  | 3      |
| 2     | Mohd Fairuz Madzlan Saibon            | 3      | 2     | 0             | 1           | 2:1    | 117:88  | 2      |
| 3     | Kusum Weerasinghe Munidasa Walimunige | 3      | 1     | 0             | 2           | 1:2    | 112:38  | 1      |
| 4     | Jakarin Homhaul Dumnern Junthang      | 3      | 0     | 0             | 3           | 0:3    | 108:148 | 0      |
| [ 7 ] |                                       |        |       |               |             |        |         |        |

| Datum            |                                       | Gesamt |                                  | Erster Satz | Zweiter Satz | Dritter Satz |
| ---------------- | ------------------------------------- | ------ | -------------------------------- | ----------- | ------------ | ------------ |
| 30. Oktober 2007 | Kusum Weerasinghe Munidasa Walimunige | 0:2    | Michael Mykler Aviad Barzilai    | 14:21       | 12:21        |              |
| 30. Oktober 2007 | Mohd Fairuz Madzlan Saibon            | 0:2    | Michael Mykler Aviad Barzilai    | 16:21       | 17:21        |              |
| 30. Oktober 2007 | Kusum Weerasinghe Munidasa Walimunige | 2:1    | Jakarin Homhaul Dumnern Junthang | 21:18       | 22:24        | 21:12        |
| 30. Oktober 2007 | Mohd Fairuz Madzlan Saibon            | 2:0    | Jakarin Homhaul Dumnern Junthang | 21:9        | 21:15        |              |
| 31. Oktober 2007 | Kusum Weerasinghe Munidasa Walimunige | 0:2    | Mohd Fairuz Madzlan Saibon       | 9:21        | 13:21        |              |
| 31. Oktober 2007 | Michael Mykler Aviad Barzilai         | 2:0    | Jakarin Homhaul Dumnern Junthang | 21:14       | 21:16        |              |

### K.-o.-Phase
|  | Viertelfinale (1. November 2007) | Viertelfinale (1. November 2007) | Viertelfinale (1. November 2007) | Viertelfinale (1. November 2007) | Viertelfinale (1. November 2007) |                              |                            | Halbfinale (1. November 2007) | Halbfinale (1. November 2007) | Halbfinale (1. November 2007) | Halbfinale (1. November 2007) | Halbfinale (1. November 2007) |  |  | Finale (2. November 2007) | Finale (2. November 2007) | Finale (2. November 2007) | Finale (2. November 2007) | Finale (2. November 2007) |
|  |                                  |                                  |                                  |                                  |                                  |                              |                            |                               |                               |                               |                               |                               |  |  |                           |                           |                           |                           |                           |
|  | 1.1                              | Makbal Shefanya Amir Levy        |                                  |                                  |                                  |                              |                            |                               |                               |                               |                               |                               |  |  |                           |                           |                           |                           |                           |
|  |                                  | Freilos                          |                                  |                                  |                                  |                              |                            |                               |                               |                               |                               |                               |  |  |                           |                           |                           |                           |                           |
|  | 1.1                              | Makbal Shefanya Amir Levy        | 21                               | 16                               | 21                               |                              |                            |                               |                               |                               |                               |                               |  |  |                           |                           |                           |                           |                           |
|  | 1.1                              | Makbal Shefanya Amir Levy        | 21                               | 16                               | 21                               |                              |                            |                               |                               |                               |                               |                               |  |  |                           |                           |                           |                           |                           |
|  |                                  | 3.2                              | Mohd Fairuz Madzlan Saibon       | 13                               | 21                               | 12                           |                            |                               |                               |                               |                               |                               |  |  |                           |                           |                           |                           |                           |
|  | 3.2                              | 3.2                              | Mohd Fairuz Madzlan Saibon       | 13                               | 21                               | 12                           | Mohd Fairuz Madzlan Saibon | 21                            | 21                            |                               |                               |                               |  |  |                           |                           |                           |                           |                           |
|  | 3.2                              |                                  |                                  |                                  |                                  |                              | Mohd Fairuz Madzlan Saibon | 21                            | 21                            |                               |                               |                               |  |  |                           |                           |                           |                           |                           |
|  | 2.2                              | Georg Vogel Siegmund Mainka      | 16                               | 17                               |                                  |                              |                            |                               |                               |                               |                               |                               |  |  |                           |                           |                           |                           |                           |
|  |                                  |                                  |                                  |                                  |                                  |                              | 1.1                        | Makbal Shefanya Amir Levy     | 21                            | 11                            | 21                            |                               |  |  |                           |                           |                           |                           |                           |
|  |                                  | 1.2                              | Kim Young-min An Gyeong-hwan     | 17                               | 21                               | 17                           |                            |                               |                               |                               |                               |                               |  |  |                           |                           |                           |                           |                           |
|  | 1.2                              | Kim Young-min An Gyeong-hwan     | 21                               | 21                               |                                  |                              |                            |                               |                               |                               |                               |                               |  |  |                           |                           |                           |                           |                           |
|  | 3.1                              | Michael Mykler Aviad Barzilai    | 18                               | 14                               |                                  |                              |                            |                               |                               |                               |                               |                               |  |  |                           |                           |                           |                           |                           |
|  | 3.1                              | Michael Mykler Aviad Barzilai    | 18                               | 14                               | 1.2                              | Kim Young-min An Gyeong-hwan | 21                         | 21                            |                               |                               |                               |                               |  |  |                           |                           |                           |                           |                           |
|  |                                  |                                  |                                  |                                  |                                  | Kim Young-min An Gyeong-hwan | 21                         | 21                            |                               |                               |                               |                               |  |  |                           |                           |                           |                           |                           |
|  |                                  | 2.1                              | Quincy Michielsen Ton Hollaar    | 16                               | 10                               |                              |                            |                               |                               |                               |                               |                               |  |  |                           |                           |                           |                           |                           |
|  |                                  | 2.1                              | Quincy Michielsen Ton Hollaar    | 16                               | 10                               | Freilos                      |                            |                               |                               |                               |                               |                               |  |  |                           |                           |                           |                           |                           |
|  |                                  |                                  |                                  |                                  |                                  |                              |                            |                               |                               |                               |                               |                               |  |  |                           |                           |                           |                           |                           |
|  | 2.1                              | Quincy Michielsen Ton Hollaar    |                                  |                                  |                                  |                              |                            |                               |                               |                               |                               |                               |  |  |                           |                           |                           |                           |                           |

## Herrendoppel (BMSTL1)
| Platz  | Spieler                            | Spiele | Siege | Unentschieden | Niederlagen | Spiele | Sätze   | Punkte |
| ------ | ---------------------------------- | ------ | ----- | ------------- | ----------- | ------ | ------- | ------ |
| Gold   | Bunjob Wongkumkerl Subpong Meepian | 3      | 3     | 0             | 0           | 3:0    | 126:79  | 3      |
| Silber | Kwong Tung Fung Tsang Chiu Pong    | 2      | 2     | 0             | 1           | 2:1    | 118:99  | 2      |
| Bronze | Yeruagula Himeogiri Pramod Bhagat  | 2      | 1     | 0             | 2           | 1:2    | 116:113 | 1      |
| 4      | Simon Cruz Alfonso Otero           | 3      | 0     | 0             | 3           | 0:3    | 57:126  | 0      |
| [ 9 ]  |                                    |        |       |               |             |        |         |        |

| Datum            |                                    | Gesamt |                                    | Erster Satz | Zweiter Satz | Dritter Satz |
| ---------------- | ---------------------------------- | ------ | ---------------------------------- | ----------- | ------------ | ------------ |
| 30. Oktober 2007 | Kwong Tung Fung Tsang Chiu Pong    | 0:2    | Bunjob Wongkumkerl Subpong Meepian | 18:21       | 14:21        |              |
| 30. Oktober 2007 | Yeruagula Himeogiri Pramod Bhagat  | 0:2    | Bunjob Wongkumkerl Subpong Meepian | 19:21       | 15:21        |              |
| 30. Oktober 2007 | Kwong Tung Fung Tsang Chiu Pong    | 2:0    | Simon Cruz Alfonso Otero           | 21:7        | 21:10        |              |
| 30. Oktober 2007 | Yeruagula Himeogiri Pramod Bhagat  | 2:0    | Simon Cruz Alfonso Otero           | 21:10       | 21:17        |              |
| 31. Oktober 2007 | Kwong Tung Fung Tsang Chiu Pong    | 2:0    | Yeruagula Himeogiri Pramod Bhagat  | 22:20       | 22:20        |              |
| 31. Oktober 2007 | Bunjob Wongkumkerl Subpong Meepian | 2:0    | Simon Cruz Alfonso Otero           | 21:8        | 21:5         |              |

## Herrendoppel (BMSTL2)

### Gruppe 1
| Platz  | Spieler                      | Spiele | Siege | Unentschieden | Niederlagen | Spiele | Sätze | Punkte |
| ------ | ---------------------------- | ------ | ----- | ------------- | ----------- | ------ | ----- | ------ |
| 1      | Ui Lee-chui Kim Chang-man    | 2      | 2     | 0             | 0           | 2:0    | 84:37 | 2      |
| 2      | Jens Behnke Pascal Wolter    | 2      | 1     | 0             | 1           | 1:1    | 73:57 | 1      |
| 3      | Sujeet Singh Sreckauth Reddy | 2      | 0     | 0             | 2           | 0:2    | 21:84 | 0      |
| [ 10 ] |                              |        |       |               |             |        |       |        |

| Datum            |                           | Gesamt |                              | Erster Satz | Zweiter Satz | Dritter Satz |
| ---------------- | ------------------------- | ------ | ---------------------------- | ----------- | ------------ | ------------ |
| 30. Oktober 2007 | Jens Behnke Pascal Wolter | 2:0    | Sujeet Singh Sreckauth Reddy | 21:6        | 21:9         |              |
| 30. Oktober 2007 | Ui Lee-chui Kim Chang-man | 2:0    | Sujeet Singh Sreckauth Reddy | 21:1        | 21:5         |              |
| 31. Oktober 2007 | Jens Behnke Pascal Wolter | 0:2    | Ui Lee-chui Kim Chang-man    | 17:21       | 14:21        |              |

### Gruppe 2
| Platz  | Spieler                                    | Spiele | Siege | Unentschieden | Niederlagen | Spiele | Sätze | Punkte |
| ------ | ------------------------------------------ | ------ | ----- | ------------- | ----------- | ------ | ----- | ------ |
| 1      | Azman Ali Jasmi Tegol                      | 2      | 2     | 0             | 0           | 2:0    | 85:49 | 2      |
| 2      | Yusuke Yamaguchi Yugo Mitsuhashi           | 2      | 1     | 0             | 1           | 1:1    | 81:58 | 1      |
| 3      | Sitichai Pairwonggean Rattasart Thuynwhang | 2      | 0     | 0             | 2           | 0:2    | 25:84 | 0      |
| [ 11 ] |                                            |        |       |               |             |        |       |        |

| Datum            |                                            | Gesamt |                                            | Erster Satz | Zweiter Satz | Dritter Satz |
| ---------------- | ------------------------------------------ | ------ | ------------------------------------------ | ----------- | ------------ | ------------ |
| 30. Oktober 2007 | Azman Ali Jasmi Tegol                      | 2:0    | Yusuke Yamaguchi Yugo Mitsuhashi           | 21:19       | 22:20        |              |
| 30. Oktober 2007 | Sitichai Pairwonggean Rattasart Thuynwhang | 0:2    | Yusuke Yamaguchi Yugo Mitsuhashi           | 6:21        | 9:21         |              |
| 31. Oktober 2007 | Azman Ali Jasmi Tegol                      | 2:0    | Sitichai Pairwonggean Rattasart Thuynwhang | 21:4        | 21:6         |              |

### Gruppe 3
| Platz  | Spieler                           | Spiele | Siege | Unentschieden | Niederlagen | Spiele | Sätze | Punkte |
| ------ | --------------------------------- | ------ | ----- | ------------- | ----------- | ------ | ----- | ------ |
| 1      | Tan Hwa Koon Chin Syu Khui        | 2      | 2     | 0             | 0           | 2:0    | 84:33 | 2      |
| 2      | Katsumasa Suzuki Kazunobu Asano   | 2      | 1     | 0             | 1           | 1:1    | 81:58 | 1      |
| 3      | Shiba Prasad Das Belura Amarcudin | 2      | 0     | 0             | 2           | 0:2    | 73:97 | 0      |
| [ 12 ] |                                   |        |       |               |             |        |       |        |

| Datum            |                                   | Gesamt |                                   | Erster Satz | Zweiter Satz | Dritter Satz |
| ---------------- | --------------------------------- | ------ | --------------------------------- | ----------- | ------------ | ------------ |
| 30. Oktober 2007 | Tan Hwa Koon Chin Syu Khui        | 2:0    | Katsumasa Suzuki Kazunobu Asano   | 21:7        | 21:9         |              |
| 30. Oktober 2007 | Shiba Prasad Das Belura Amarcudin | 1:2    | Katsumasa Suzuki Kazunobu Asano   | 21:13       | 16:21        | 19:21        |
| 31. Oktober 2007 | Tan Hwa Koon Chin Syu Khui        | 2:0    | Shiba Prasad Das Belura Amarcudin | 21:12       | 21:5         |              |

### Gruppe 4
| Platz  | Spieler                             | Spiele | Siege | Unentschieden | Niederlagen | Spiele | Sätze | Punkte |
| ------ | ----------------------------------- | ------ | ----- | ------------- | ----------- | ------ | ----- | ------ |
| 1      | Toshiaki Suenaga Takayuki Taniguchi | 1      | 1     | 0             | 0           | 1:0    | 42:22 | 1      |
| 2      | Lee Ma Tim Lo Peter                 | 1      | 0     | 0             | 1           | 0:1    | 22:42 | 0      |
| [ 13 ] |                                     |        |       |               |             |        |       |        |

| Datum            |                     | Gesamt |                                     | Erster Satz | Zweiter Satz | Dritter Satz |
| ---------------- | ------------------- | ------ | ----------------------------------- | ----------- | ------------ | ------------ |
| 30. Oktober 2007 | Lee Ma Tim Lo Peter | 0:2    | Toshiaki Suenaga Takayuki Taniguchi | 9:21        | 13:21        |              |

### K.-o.-Phase
|  | Viertelfinale (1. November 2007) | Viertelfinale (1. November 2007) | Viertelfinale (1. November 2007)    | Viertelfinale (1. November 2007) | Viertelfinale (1. November 2007) |                           |                                     | Halbfinale (1. November 2007)       | Halbfinale (1. November 2007) | Halbfinale (1. November 2007) | Halbfinale (1. November 2007) | Halbfinale (1. November 2007) |  |  | Finale (2. November 2007) | Finale (2. November 2007) | Finale (2. November 2007) | Finale (2. November 2007) | Finale (2. November 2007) |
|  |                                  |                                  |                                     |                                  |                                  |                           |                                     |                                     |                               |                               |                               |                               |  |  |                           |                           |                           |                           |                           |
|  | 1.1                              | Ui Lee-chui Kim Chang-man        | 21                                  | 21                               |                                  |                           |                                     |                                     |                               |                               |                               |                               |  |  |                           |                           |                           |                           |                           |
|  | 3.2                              | Katsumasa Suzuki Kazunobu Asano  | 5                                   | 8                                |                                  |                           |                                     |                                     |                               |                               |                               |                               |  |  |                           |                           |                           |                           |                           |
|  | 3.2                              | Katsumasa Suzuki Kazunobu Asano  | 5                                   | 8                                | 1.1                              | Ui Lee-chui Kim Chang-man | 21                                  | 18                                  | 15                            |                               |                               |                               |  |  |                           |                           |                           |                           |                           |
|  |                                  |                                  |                                     |                                  |                                  | Ui Lee-chui Kim Chang-man | 21                                  | 18                                  | 15                            |                               |                               |                               |  |  |                           |                           |                           |                           |                           |
|  |                                  | 4.1                              | Toshiaki Suenaga Takayuki Taniguchi | 15                               | 21                               | 21                        |                                     |                                     |                               |                               |                               |                               |  |  |                           |                           |                           |                           |                           |
|  | 4.1                              | 4.1                              | Toshiaki Suenaga Takayuki Taniguchi | 15                               | 21                               | 21                        | Toshiaki Suenaga Takayuki Taniguchi | 21                                  | 15                            | 21                            |                               |                               |  |  |                           |                           |                           |                           |                           |
|  | 4.1                              |                                  |                                     |                                  |                                  |                           | Toshiaki Suenaga Takayuki Taniguchi | 21                                  | 15                            | 21                            |                               |                               |  |  |                           |                           |                           |                           |                           |
|  | 2.2                              | Yusuke Yamaguchi Yugo Mitsuhashi | 17                                  | 21                               | 17                               |                           |                                     |                                     |                               |                               |                               |                               |  |  |                           |                           |                           |                           |                           |
|  |                                  |                                  |                                     |                                  |                                  |                           | 4.1                                 | Toshiaki Suenaga Takayuki Taniguchi | 21                            | 21                            |                               |                               |  |  |                           |                           |                           |                           |                           |
|  |                                  | 3.1                              | Tan Hwa Koon Chin Syu Khui          | 14                               | 16                               |                           |                                     |                                     |                               |                               |                               |                               |  |  |                           |                           |                           |                           |                           |
|  | 1.2                              | Jens Behnke Pascal Wolter        | 15                                  | 24                               | 12                               |                           |                                     |                                     |                               |                               |                               |                               |  |  |                           |                           |                           |                           |                           |
|  | 3.1                              | Tan Hwa Koon Chin Syu Khui       | 21                                  | 22                               | 21                               |                           |                                     |                                     |                               |                               |                               |                               |  |  |                           |                           |                           |                           |                           |
|  | 3.1                              | Tan Hwa Koon Chin Syu Khui       | 21                                  | 22                               | 21                               | 3.1                       | Tan Hwa Koon Chin Syu Khui          | 21                                  | 21                            |                               |                               |                               |  |  |                           |                           |                           |                           |                           |
|  |                                  |                                  |                                     |                                  |                                  | 3.1                       | Tan Hwa Koon Chin Syu Khui          | 21                                  | 21                            |                               |                               |                               |  |  |                           |                           |                           |                           |                           |
|  |                                  | 2.1                              | Azman Ali Jasmi Tegol               | 15                               | 7                                |                           |                                     |                                     |                               |                               |                               |                               |  |  |                           |                           |                           |                           |                           |
|  | 3.2                              | 2.1                              | Azman Ali Jasmi Tegol               | 15                               | 7                                | Lee Ma Tim Lo Peter       | 11                                  | 8                                   |                               |                               |                               |                               |  |  |                           |                           |                           |                           |                           |
|  | 3.2                              |                                  |                                     |                                  |                                  |                           | 11                                  | 8                                   |                               |                               |                               |                               |  |  |                           |                           |                           |                           |                           |
|  | 2.1                              | Azman Ali Jasmi Tegol            | 21                                  | 21                               |                                  |                           |                                     |                                     |                               |                               |                               |                               |  |  |                           |                           |                           |                           |                           |

## Herrendoppel (BMSTL3)

### Gruppe 1
| Platz  | Spieler                                      | Spiele | Siege | Unentschieden | Niederlagen | Spiele | Sätze | Punkte |
| ------ | -------------------------------------------- | ------ | ----- | ------------- | ----------- | ------ | ----- | ------ |
| 1      | Lutz Sauppe Peter Schnitzler                 | 2      | 2     | 0             | 0           | 2:0    | 84:37 | 2      |
| 2      | Likit Boonpeng Chairat Konhsupol             | 2      | 1     | 0             | 1           | 1:1    | 16:42 | 1      |
| 3      | Oleg Wladislawowitsch Donzow Sergei Nefjodow | 2      | 0     | 0             | 2           | 0:2    | 21:42 | 0      |
| [ 15 ] |                                              |        |       |               |             |        |       |        |

| Datum            |                                              | Gesamt   |                                              | Erster Satz | Zweiter Satz | Dritter Satz |
| ---------------- | -------------------------------------------- | -------- | -------------------------------------------- | ----------- | ------------ | ------------ |
| 30. Oktober 2007 | Oleg Wladislawowitsch Donzow Sergei Nefjodow | Walkover | Likit Boonpeng Chairat Konhsupol             | –           | –            |              |
| 31. Oktober 2007 | Lutz Sauppe Peter Schnitzler                 | 2:0      | Oleg Wladislawowitsch Donzow Sergei Nefjodow | 21:12       | 21:9         |              |
| 31. Oktober 2007 | Lutz Sauppe Peter Schnitzler                 | 2:0      | Likit Boonpeng Chairat Konhsupol             | 21:8        | 21:8         |              |

### Gruppe 2
| Platz  | Spieler                           | Spiele | Siege | Unentschieden | Niederlagen | Spiele | Sätze | Punkte |
| ------ | --------------------------------- | ------ | ----- | ------------- | ----------- | ------ | ----- | ------ |
| 1      | Lin Cheng-che Chuang Liang-tu     | 2      | 2     | 0             | 0           | 2:0    | 84:31 | 2      |
| 2      | Jun Dong-chun Kim Jae-hoon        | 2      | 1     | 0             | 1           | 1:1    | 63:59 | 1      |
| 3      | Scott Richardson Meva Singh Dhesi | 2      | 0     | 0             | 2           | 0:2    | 27:42 | 0      |
| [ 16 ] |                                   |        |       |               |             |        |       |        |

| Datum            |                               | Gesamt |                                   | Erster Satz | Zweiter Satz | Dritter Satz |
| ---------------- | ----------------------------- | ------ | --------------------------------- | ----------- | ------------ | ------------ |
| 30. Oktober 2007 | Jun Dong-chun Kim Jae-hoon    | 2:0    | Scott Richardson Meva Singh Dhesi | 21:8        | 21:9         |              |
| 31. Oktober 2007 | Lin Cheng-che Chuang Liang-tu | 2:0    | Jun Dong-chun Kim Jae-hoon        | 21:10       | 21:11        |              |
| 31. Oktober 2007 | Lin Cheng-che Chuang Liang-tu | 2:0    | Scott Richardson Meva Singh Dhesi | 21:3        | 21:7         |              |

### Gruppe 3
| Platz  | Spieler                                 | Spiele | Siege | Unentschieden | Niederlagen | Spiele | Sätze | Punkte |
| ------ | --------------------------------------- | ------ | ----- | ------------- | ----------- | ------ | ----- | ------ |
| 1      | Bakri Omar Hairol Fozi                  | 3      | 3     | 0             | 0           | 3:0    | 84:48 | 3      |
| 2      | Somsak Kleedyeeson Adisak Saengarayakul | 3      | 2     | 0             | 1           | 2:1    | 31:42 | 2      |
| 3      | Eli Keradi Li Tak Ping                  | 3      | 1     | 0             | 2           | 1:2    | 32:84 | 1      |
| 3      | Chu Siu Keung Yu Kwong Wah              | 3      | 0     | 0             | 3           | 0:3    | 42:15 | 0      |
| [ 17 ] |                                         |        |       |               |             |        |       |        |

| Datum            |                            | Gesamt |                                         | Erster Satz | Zweiter Satz | Dritter Satz |
| ---------------- | -------------------------- | ------ | --------------------------------------- | ----------- | ------------ | ------------ |
| 30. Oktober 2007 | Chu Siu Keung Yu Kwong Wah | ret.   | Eli Keradi Li Tak Ping                  | 21:10       | 21:5         |              |
| 30. Oktober 2007 | Bakri Omar Hairol Fozi     | 2:0    | Somsak Kleedyeeson Adisak Saengarayakul | 21:14       | 21:17        |              |
| 31. Oktober 2007 | Bakri Omar Hairol Fozi     | ret.   | Chu Siu Keung Yu Kwong Wah              | –           | –            |              |
| 30. Oktober 2007 | Bakri Omar Hairol Fozi     | 2:0    | Eli Keradi Li Tak Ping                  | 21:12       | 21:5         |              |
| 31. Oktober 2007 | Chu Siu Keung Yu Kwong Wah | ret.   | Somsak Kleedyeeson Adisak Saengarayakul | –           | –            |              |
| 31. Oktober 2007 | Eli Keradi Li Tak Ping     | ret.   | Somsak Kleedyeeson Adisak Saengarayakul | –           | –            |              |

### Gruppe 4
| Platz  | Spieler                            | Spiele | Siege | Unentschieden | Niederlagen | Spiele | Sätze   | Punkte |
| ------ | ---------------------------------- | ------ | ----- | ------------- | ----------- | ------ | ------- | ------ |
| 1      | Mohd Zamri Lang Yean               | 3      | 2     | 0             | 0           | 2:1    | 155:131 | 2      |
| 2      | Oded Habshush Raúl Anguiano Araujo | 3      | 2     | 0             | 1           | 2:1    | 154:132 | 2      |
| 3      | Manabu Umeda Taku Hiroi            | 3      | 1     | 0             | 2           | 2:1    | 153:140 | 2      |
| 3      | Rod Rantall Michael Benthele       | 3      | 0     | 0             | 3           | 0:3    | 67:126  | 0      |
| [ 18 ] |                                    |        |       |               |             |        |         |        |

| Datum            |                                    | Gesamt |                              | Erster Satz | Zweiter Satz | Dritter Satz |
| ---------------- | ---------------------------------- | ------ | ---------------------------- | ----------- | ------------ | ------------ |
| 30. Oktober 2007 | Manabu Umeda Taku Hiroi            | 1:2    | Mohd Zamri Lang Yean         | 21:15       | 18:21        | 16:21        |
| 30. Oktober 2007 | Oded Habshush Raúl Anguiano Araujo | 2:1    | Rod Rantall Michael Benthele | 21:14       | 21:6         |              |
| 31. Oktober 2007 | Oded Habshush Raúl Anguiano Araujo | 1:2    | Manabu Umeda Taku Hiroi      | 21:14       | 18:21        | 17:21        |
| 31. Oktober 2007 | Oded Habshush Raúl Anguiano Araujo | 2:1    | Mohd Zamri Lang Yean         | 12:21       | 21:14        | 23:21        |
| 31. Oktober 2007 | Manabu Umeda Taku Hiroi            | 2:0    | Rod Rantall Michael Benthele | 21:14       | 21:13        |              |
| 31. Oktober 2007 | Mohd Zamri Lang Yean               | 2:0    | Rod Rantall Michael Benthele | 21:11       | 21:9         |              |

### K.-o.-Phase
|  | Viertelfinale (1. November 2007) | Viertelfinale (1. November 2007)        | Viertelfinale (1. November 2007) | Viertelfinale (1. November 2007) | Viertelfinale (1. November 2007) |                                         |                                    | Halbfinale (1. November 2007) | Halbfinale (1. November 2007) | Halbfinale (1. November 2007) | Halbfinale (1. November 2007) | Halbfinale (1. November 2007) |  |  | Finale (2. November 2007) | Finale (2. November 2007) | Finale (2. November 2007) | Finale (2. November 2007) | Finale (2. November 2007) |
|  |                                  |                                         |                                  |                                  |                                  |                                         |                                    |                               |                               |                               |                               |                               |  |  |                           |                           |                           |                           |                           |
|  | 1.1                              | Lutz Sauppe Peter Schnitzler            | 9                                | 16                               |                                  |                                         |                                    |                               |                               |                               |                               |                               |  |  |                           |                           |                           |                           |                           |
|  | 3.2                              | Somsak Kleedyeeson Adisak Saengarayakul | 21                               | 21                               |                                  |                                         |                                    |                               |                               |                               |                               |                               |  |  |                           |                           |                           |                           |                           |
|  | 3.2                              | Somsak Kleedyeeson Adisak Saengarayakul | 21                               | 21                               | 3.2                              | Somsak Kleedyeeson Adisak Saengarayakul | 16                                 | 16                            |                               |                               |                               |                               |  |  |                           |                           |                           |                           |                           |
|  |                                  |                                         |                                  |                                  |                                  | Somsak Kleedyeeson Adisak Saengarayakul | 16                                 | 16                            |                               |                               |                               |                               |  |  |                           |                           |                           |                           |                           |
|  |                                  | 2.2                                     | Jun Dong-chun Kim Jae-hoon       | 21                               | 21                               |                                         |                                    |                               |                               |                               |                               |                               |  |  |                           |                           |                           |                           |                           |
|  | 4.1                              | 2.2                                     | Jun Dong-chun Kim Jae-hoon       | 21                               | 21                               | Mohd Zamri Lang Yean                    | 10                                 | 13                            |                               |                               |                               |                               |  |  |                           |                           |                           |                           |                           |
|  | 4.1                              |                                         |                                  |                                  |                                  |                                         | 10                                 | 13                            |                               |                               |                               |                               |  |  |                           |                           |                           |                           |                           |
|  | 2.2                              | Jun Dong-chun Kim Jae-hoon              | 21                               | 21                               |                                  |                                         |                                    |                               |                               |                               |                               |                               |  |  |                           |                           |                           |                           |                           |
|  |                                  |                                         |                                  |                                  |                                  |                                         | 2.2                                | Jun Dong-chun Kim Jae-hoon    | 17                            | 7                             |                               |                               |  |  |                           |                           |                           |                           |                           |
|  |                                  | 2.1                                     | Lin Cheng-che Chuang Liang-tu    | 21                               | 21                               |                                         |                                    |                               |                               |                               |                               |                               |  |  |                           |                           |                           |                           |                           |
|  | 1.2                              | Likit Boonpeng Chairat Konhsupol        | 7                                | 5                                |                                  |                                         |                                    |                               |                               |                               |                               |                               |  |  |                           |                           |                           |                           |                           |
|  | 3.1                              | Bakri Omar Hairol Fozi                  | 21                               | 1                                |                                  |                                         |                                    |                               |                               |                               |                               |                               |  |  |                           |                           |                           |                           |                           |
|  | 3.1                              | Bakri Omar Hairol Fozi                  | 21                               | 1                                | 3.1                              | Bakri Omar Hairol Fozi                  | 17                                 | 21                            | 17                            |                               |                               |                               |  |  |                           |                           |                           |                           |                           |
|  |                                  |                                         |                                  |                                  |                                  | Bakri Omar Hairol Fozi                  | 17                                 | 21                            | 17                            |                               |                               |                               |  |  |                           |                           |                           |                           |                           |
|  |                                  | 2.1                                     | Lin Cheng-che Chuang Liang-tu    | 21                               | 11                               | 21                                      |                                    |                               |                               |                               |                               |                               |  |  |                           |                           |                           |                           |                           |
|  | 4.2                              | 2.1                                     | Lin Cheng-che Chuang Liang-tu    | 21                               | 11                               | 21                                      | Oded Habshush Raúl Anguiano Araujo | 10                            | 14                            |                               |                               |                               |  |  |                           |                           |                           |                           |                           |
|  | 4.2                              |                                         |                                  |                                  |                                  |                                         | Oded Habshush Raúl Anguiano Araujo | 10                            | 14                            |                               |                               |                               |  |  |                           |                           |                           |                           |                           |
|  | 2.1                              | Lin Cheng-che Chuang Liang-tu           | 21                               | 21                               |                                  |                                         |                                    |                               |                               |                               |                               |                               |  |  |                           |                           |                           |                           |                           |

## Herrendoppel (BMSTU4)
| Platz  | Spieler                                   | Spiele | Siege | Unentschieden | Niederlagen | Spiele | Sätze   | Punkte |
| ------ | ----------------------------------------- | ------ | ----- | ------------- | ----------- | ------ | ------- | ------ |
| Gold   | Yoshiaki Mori Tetsuo Ura                  | 4      | 4     | 0             | 0           | 4:0    | 182:106 | 4      |
| Silber | Lam Tak Kwan Zee Jeffrey Jamin            | 4      | 3     | 0             | 1           | 3:1    | 148:124 | 3      |
| Bronze | Satyam Janapareddy Samudrala Raghuram     | 2      | 2     | 0             | 2           | 2:2    | 157:177 | 2      |
| 4      | Denzil Fernando Upul Bandana              | 4      | 1     | 0             | 3           | 1:3    | 113:154 | 1      |
| 5      | Thongchai Koanboonyasri Montree Changsorn | 4      | 0     | 0             | 4           | 0:4    | 62:101  | 0      |
| [ 20 ] |                                           |        |       |               |             |        |         |        |

| Datum            |                                           | Gesamt |                                           | Erster Satz | Zweiter Satz | Dritter Satz |
| ---------------- | ----------------------------------------- | ------ | ----------------------------------------- | ----------- | ------------ | ------------ |
| 30. Oktober 2007 | Thongchai Koanboonyasri Montree Changsorn | 1:2    | Satyam Janapareddy Samudrala Raghuram     | 21:17       | 11:21        | 16:21        |
| 30. Oktober 2007 | Lam Tak Kwan Zee Jeffrey Jamin            | 1:2    | Yoshiaki Mori Tetsuo Ura                  | 21:14       | 16:21        | 17:21        |
| 31. Oktober 2007 | Denzil Fernando Upul Bandana              | 1:2    | Lam Tak Kwan Zee Jeffrey Jamin            | 21:10       | 17:21        | 11:21        |
| 31. Oktober 2007 | Denzil Fernando Upul Bandana              | 1:2    | Satyam Janapareddy Samudrala Raghuram     | 21:18       | 5:21         | 9:21         |
| 31. Oktober 2007 | Thongchai Koanboonyasri Montree Changsorn | 0:2    | Yoshiaki Mori Tetsuo Ura                  | 3:21        | 11:21        |              |
| 31. Oktober 2007 | Satyam Janapareddy Samudrala Raghuram     | 0:2    | Yoshiaki Mori Tetsuo Ura                  | 11:21       | 8:21         |              |
| 1. November 2007 | Denzil Fernando Upul Bandana              | ret.   | Thongchai Koanboonyasri Montree Changsorn | –           | –            |              |
| 1. November 2007 | Lam Tak Kwan Zee Jeffrey Jamin            | ret.   | Thongchai Koanboonyasri Montree Changsorn | –           | –            |              |
| 1. November 2007 | Lam Tak Kwan Zee Jeffrey Jamin            | 2:0    | Satyam Janapareddy Samudrala Raghuram     | 21:12       | 21:7         |              |
| 1. November 2007 | Denzil Fernando Upul Bandana              | 0:2    | Yoshiaki Mori Tetsuo Ura                  | 8:21        | 11:21        |              |

## Herrendoppel (BMSTU5)

### Gruppe 1
| Platz  | Spieler                                                         | Spiele | Siege | Unentschieden | Niederlagen | Spiele | Sätze | Punkte |
| ------ | --------------------------------------------------------------- | ------ | ----- | ------------- | ----------- | ------ | ----- | ------ |
| 1      | Suhaili Laiman Cheah Liek Hou                                   | 2      | 2     | 0             | 0           | 2:0    | 84:46 | 2      |
| 2      | Félix Fernández Juan Bretones                                   | 2      | 1     | 0             | 1           | 1:1    | 66:78 | 1      |
| 3      | Michail Anatoljewitsch Tschiwiksin Ramil Olegowitsch Juldaschew | 2      | 0     | 0             | 2           | 0:2    | 58:84 | 0      |
| [ 21 ] |                                                                 |        |       |               |             |        |       |        |

| Datum            |                                                                 | Gesamt |                                                                 | Erster Satz | Zweiter Satz | Dritter Satz |
| ---------------- | --------------------------------------------------------------- | ------ | --------------------------------------------------------------- | ----------- | ------------ | ------------ |
| 30. Oktober 2007 | Michail Anatoljewitsch Tschiwiksin Ramil Olegowitsch Juldaschew | 0:2    | Félix Fernández Juan Bretones                                   | 18:21       | 18:21        |              |
| 31. Oktober 2007 | Suhaili Laiman Cheah Liek Hou                                   | 2:0    | Michail Anatoljewitsch Tschiwiksin Ramil Olegowitsch Juldaschew | 21:8        | 21:14        |              |
| 31. Oktober 2007 | Suhaili Laiman Cheah Liek Hou                                   | 2:0    | Félix Fernández Juan Bretones                                   | 21:10       | 21:14        |              |

### Gruppe 2
| Platz  | Spieler                        | Spiele | Siege | Unentschieden | Niederlagen | Spiele | Sätze | Punkte |
| ------ | ------------------------------ | ------ | ----- | ------------- | ----------- | ------ | ----- | ------ |
| 1      | Rakesh Pandey Raj Kumar        | 2      | 2     | 0             | 0           | 2:0    | 84:46 | 2      |
| 2      | Frank Dietel Eyal Bachar       | 2      | 1     | 0             | 1           | 1:1    | 67:67 | 1      |
| 3      | Boonyang Supa Somsak Duangchai | 2      | 0     | 0             | 2           | 0:2    | 46:84 | 0      |
| [ 22 ] |                                |        |       |               |             |        |       |        |

| Datum            |                          | Gesamt |                                | Erster Satz | Zweiter Satz | Dritter Satz |
| ---------------- | ------------------------ | ------ | ------------------------------ | ----------- | ------------ | ------------ |
| 30. Oktober 2007 | Rakesh Pandey Raj Kumar  | 2:0    | Boonyang Supa Somsak Duangchai | 21:10       | 21:11        |              |
| 31. Oktober 2007 | Frank Dietel Eyal Bachar | 0:2    | Rakesh Pandey Raj Kumar        | 9:21        | 16:21        |              |
| 31. Oktober 2007 | Frank Dietel Eyal Bachar | 2:0    | Boonyang Supa Somsak Duangchai | 21:11       | 21:14        |              |

### Gruppe 3
| Platz  | Spieler                      | Spiele | Siege | Unentschieden | Niederlagen | Spiele | Sätze | Punkte |
| ------ | ---------------------------- | ------ | ----- | ------------- | ----------- | ------ | ----- | ------ |
| 1      | Lin Tien-jen Lee Meng-yuan   | 2      | 2     | 0             | 0           | 2:0    | 84:30 | 2      |
| 2      | Choi Su-man Kim Su-hyun      | 2      | 1     | 0             | 1           | 1:1    | 61:68 | 1      |
| 3      | Antony Forster Yonathan Levy | 2      | 0     | 0             | 2           | 0:2    | 37:84 | 0      |
| [ 23 ] |                              |        |       |               |             |        |       |        |

| Datum            |                              | Gesamt |                              | Erster Satz | Zweiter Satz | Dritter Satz |
| ---------------- | ---------------------------- | ------ | ---------------------------- | ----------- | ------------ | ------------ |
| 30. Oktober 2007 | Antony Forster Yonathan Levy | 0:2    | Lin Tien-jen Lee Meng-yuan   | 8:21        | 3:21         |              |
| 31. Oktober 2007 | Choi Su-man Kim Su-hyun      | 2:0    | Antony Forster Yonathan Levy | 21:15       | 21:11        |              |
| 31. Oktober 2007 | Choi Su-man Kim Su-hyun      | 0:2    | Lin Tien-jen Lee Meng-yuan   | 11:21       | 8:21         |              |

### K.-o.-Phase
|  | Viertelfinale (1. November 2007) | Viertelfinale (1. November 2007) | Viertelfinale (1. November 2007) | Viertelfinale (1. November 2007) | Viertelfinale (1. November 2007) |                            |     | Halbfinale (1. November 2007) | Halbfinale (1. November 2007) | Halbfinale (1. November 2007) | Halbfinale (1. November 2007) | Halbfinale (1. November 2007) |  |  | Finale (2. November 2007) | Finale (2. November 2007) | Finale (2. November 2007) | Finale (2. November 2007) | Finale (2. November 2007) |
|  |                                  |                                  |                                  |                                  |                                  |                            |     |                               |                               |                               |                               |                               |  |  |                           |                           |                           |                           |                           |
|  | 1.1                              | Suhaili Laiman Cheah Liek Hou    |                                  |                                  |                                  |                            |     |                               |                               |                               |                               |                               |  |  |                           |                           |                           |                           |                           |
|  |                                  | Freilos                          |                                  |                                  |                                  |                            |     |                               |                               |                               |                               |                               |  |  |                           |                           |                           |                           |                           |
|  | 1.1                              | Suhaili Laiman Cheah Liek Hou    | 21                               | 21                               |                                  |                            |     |                               |                               |                               |                               |                               |  |  |                           |                           |                           |                           |                           |
|  | 1.1                              | Suhaili Laiman Cheah Liek Hou    | 21                               | 21                               |                                  |                            |     |                               |                               |                               |                               |                               |  |  |                           |                           |                           |                           |                           |
|  |                                  | 2.2                              | Frank Dietel Eyal Bachar         | 9                                | 15                               |                            |     |                               |                               |                               |                               |                               |  |  |                           |                           |                           |                           |                           |
|  | 3.2                              | 2.2                              | Frank Dietel Eyal Bachar         | 9                                | 15                               | Choi Su-man Kim Su-hyun    | 14  | 15                            |                               |                               |                               |                               |  |  |                           |                           |                           |                           |                           |
|  | 3.2                              |                                  |                                  |                                  |                                  |                            | 14  | 15                            |                               |                               |                               |                               |  |  |                           |                           |                           |                           |                           |
|  | 2.2                              | Frank Dietel Eyal Bachar         | 21                               | 21                               |                                  |                            |     |                               |                               |                               |                               |                               |  |  |                           |                           |                           |                           |                           |
|  |                                  |                                  |                                  |                                  |                                  |                            | 1.1 | Suhaili Laiman Cheah Liek Hou | 21                            | 21                            |                               |                               |  |  |                           |                           |                           |                           |                           |
|  |                                  | 2.1                              | Rakesh Pandey Raj Kumar          | 4                                | 10                               |                            |     |                               |                               |                               |                               |                               |  |  |                           |                           |                           |                           |                           |
|  | 1.2                              | Félix Fernández Juan Bretones    | 20                               | 9                                |                                  |                            |     |                               |                               |                               |                               |                               |  |  |                           |                           |                           |                           |                           |
|  | 3.1                              | Lin Tien-jen Lee Meng-yuan       | 22                               | 21                               |                                  |                            |     |                               |                               |                               |                               |                               |  |  |                           |                           |                           |                           |                           |
|  | 3.1                              | Lin Tien-jen Lee Meng-yuan       | 22                               | 21                               | 3.1                              | Lin Tien-jen Lee Meng-yuan | 15  | 13                            |                               |                               |                               |                               |  |  |                           |                           |                           |                           |                           |
|  |                                  |                                  |                                  |                                  |                                  | Lin Tien-jen Lee Meng-yuan | 15  | 13                            |                               |                               |                               |                               |  |  |                           |                           |                           |                           |                           |
|  |                                  | 2.1                              | Rakesh Pandey Raj Kumar          | 21                               | 21                               |                            |     |                               |                               |                               |                               |                               |  |  |                           |                           |                           |                           |                           |
|  |                                  | 2.1                              | Rakesh Pandey Raj Kumar          | 21                               | 21                               | Freilos                    |     |                               |                               |                               |                               |                               |  |  |                           |                           |                           |                           |                           |
|  |                                  |                                  |                                  |                                  |                                  |                            |     |                               |                               |                               |                               |                               |  |  |                           |                           |                           |                           |                           |
|  | 2.1                              | Rakesh Pandey Raj Kumar          |                                  |                                  |                                  |                            |     |                               |                               |                               |                               |                               |  |  |                           |                           |                           |                           |                           |